# زراتی (تگزاس)
زراتی (به انگلیسی: Zarate) یک منطقهٔ مسکونی در ایالات متحده آمریکا است که در تگزاس واقع شده‌است. زراتی ۵۹ نفر جمعیت دارد.